# Калю, Лийва
Лийва Калю (эст. Liiva Kalju; 17 января 1941, Пярнумаа, Эстонская ССР, СССР) — советский борец вольного и греко-римского стиля, призёр чемпионатов СССР, мастер спорта СССР международного класса.

## Спортивная карьера
Борьбой начал заниматься в 1957 году в Ярваканди, продолжил в 1960 году в таллинском «Динамо» под руководством Сергея Кашкина. В 1972 году стал победителем Кубка Европы по вольной борьбе в составе сборной клуба «Динамо». На чемпионате СССР в 1969 году в Луганске стал серебряным призёром, а в 1972 году в Минске на чемпионате страны бронзовым. В июне 1975 года в Киеве стал бронзовым призёром Спартакиады народов ССР. Был 6-кратным чемпионом спортивного общества «Динамо». Он 17 раз становился чемпионом Эстонской ССР по вольной борьбе (1964 и 1967 в полутяжёлом весе, 1966, 1968-76, 1978-79 в тяжёлом весе, 1975-77 в абсолютном весе) и дважды по греко-римской борьбе (1963 в полутяжёлом и 1968 в тяжелом весе). Выигрывал в национальных турнирах, в том числе в 1964, 1966 и 1970 годах в Тбилиси. В 1966 году ему было присвоено звание мастер спорта СССР международного класса. Он был членом общества «Динамо» с 1962 по 1975.

## Спортивные результаты
- Чемпионат СССР по вольной борьбе 1969 — ;
- Спартакиада 1971 — 5;
- Чемпионат СССР по вольной борьбе 1972 — ;
- Спартакиада 1975 — ;